# Pseudofolsomia
Genre
Pseudofolsomia est un genre de collemboles de la famille des Isotomidae.

## Distribution
Les espèces de ce genre se rencontrent en Asie.

## Liste des espèces
Selon Checklist of the Collembola of the World (version du 31 août 2019) :
- Pseudofolsomia acanthella Martynova, 1967
- Pseudofolsomia spinata (Martynova, 1964)

## Publication originale
- Martynova, 1967 : « On diagnostics of certain species of springtails of the genera Folsomia Willem and Pseudo-folsomia gen. n. (Collembola: Isotomidae), recorded from Middle Volga region ». Entomologicheskoe Obozrenie, vol. 46, p. 845-849.